# أربيان زوهار
أربيان زوهار (الاسم العلمي: Anthemis zoharyana) هو نوع نباتي يتبع جنس الأربيان من الفصيلة النجمية.

## الموئل والانتشار
في بلاد الشام.